# Irving Fazola
Irving Henry Fazola, auch „Faz“ genannt, (* 10. Dezember 1912 in New Orleans als „Irving Henry Prestopnik“; † 20. März 1949 ebenda) war ein US-amerikanischer Jazz-Klarinettist des Traditional Jazz und Swing.

## Leben und Werk
Fazola lernte Klarinette von Jean Paquay, einem belgischen Klarinettisten der französischen Oper in New Orleans, begann mit 15 professionell zu spielen und wurde dabei von Leon Roppolo, einem lebenslangen Vorbild, beeinflusst. Er arbeitete in New Orleans bei Candy Candido, Louis Prima (ab 1927), Sharkey Bonano, Armand Hug und Ellis Stratakos. 1935 schloss er sich der Band von Ben Pollack an, als diese in New Orleans Station machte, und ging mit ihr nach New York und Chicago. Nach kurzen Zeiten bei Gus Arnheim (1936), Glenn Miller (1937/8) und einem Abstecher in seine Heimatstadt schloss er sich 1938 Bob Crosby an. Hier wurde er als Klarinettist bekannt und erreichte 1940 und 1941 die Spitze der Down Beat Polls, noch vor Benny Goodman oder Artie Shaw.
Nach dem Ende seines Engagements bei Crosby 1940 spielte er abwechselnd in New Orleans, New York (u. a. im Famous Door mit George Brunies) und Chicago, u. a.  bei Claude Thornhill, Muggsy Spanier 1941/2, Teddy Powell 1942/3 und Horace Heidt. Ab 1943 blieb er aber endgültig in New Orleans – nicht zuletzt wegen der heimischen Küche, aber auch wegen Gesundheitsproblemen. Er hatte eine Radioshow bei WWL, leitete manchmal eine eigene Band oder spielte bei Tony Almerico oder Louis Prima. Fazola wurde auf dem Höhepunkt seiner Karriere vor allem von Jimmy Noone beeinflusst und beeinflusste seinerseits (über seine Platten) Pete Fountain, der auch seine Klarinette besitzt. 1949 starb er in New Orleans an einem Herzinfarkt. Er war verheiratet, hatte aber keine Kinder.